# Adrian Bajrami
Adrian Bajrami (* 5. dubna 2002) je albánský profesionální fotbalista, který hraje na pozici středního obránce za portugalský klub Benfica Lisabon. Narodil se ve Švýcarsku, ale hraje za albánský národní tým.

## Klubová kariéra
Bajrami je mládežnickým produktem akademií Langenthal, TOBE a Young Boys ve Švýcarsku, než v roce 2018 přešel do akademie Benfiky. Dne 29. října 2019 podepsal svou první profesionální smlouvu s Benfikou. Svůj profesionální debut si odbyl za Benfiku B při prohře 2:1 v Segunda Lize proti Académico de Viseu, když nastoupil jako náhradník v 75. minutě.

## Reprezentační kariéra
Bajrami, narozený ve Švýcarsku, má albánské předky z Ochridu v Severní Makedonii. V roce 2019 hrál za Švýcarsko U18 i Albánii U19. V květnu 2022 byl povolán do seniorského národního týmu Albánie na několik přátelských zápasů. Svůj debut v národním týmu Albánie si odbyl dne 13. června 2022 v přátelském utkání, které skončilo remízou 0:0 s Estonskem.

## Statistiky

### Klubové
Platí k zápasu hranému 23. dubna 2025.
| Klub              | Sezóna            | Liga              | Liga   | Liga | Národní pohár | Národní pohár | Ligový pohár | Ligový pohár | Ostatní | Ostatní | Celkově | Celkově |
| Klub              | Sezóna            | Soutěž            | Zápasy | Góly | Zápasy        | Góly          | Zápasy       | Góly         | Zápasy  | Góly    | Zápasy  | Góly    |
| ----------------- | ----------------- | ----------------- | ------ | ---- | ------------- | ------------- | ------------ | ------------ | ------- | ------- | ------- | ------- |
| Benfica B         | 2021/22           | Segunda Liga      | 2      | 0    | –             | –             | –            | –            | –       | –       | 2       | 0       |
| Benfica B         | 2022/23           | Segunda Liga      | 23     | 2    | –             | –             | –            | –            | –       | –       | 23      | 2       |
| Benfica B         | 2023/24           | Segunda Liga      | 29     | 2    | –             | –             | –            | –            | –       | –       | 29      | 2       |
| Benfica B         | 2024/25           | Segunda Liga      | 2      | 0    | –             | –             | –            | –            | –       | –       | 2       | 0       |
| Benfica B         | Celkově           | Celkově           | 56     | 4    | 0             | 0             | 0            | 0            | 0       | 0       | 56      | 4       |
| Benfica           | 2024/25           | Primeira Liga     | 1      | 0    | 3             | 1             | 0            | 0            | 0       | 0       | 4       | 1       |
| Celkově v kariéře | Celkově v kariéře | Celkově v kariéře | 57     | 4    | 3             | 1             | 0            | 0            | 0       | 0       | 60      | 5       |

## Honours
Benfica (akademie)
- Interkontinentální pohár do 20 let: 2022

Benfica
- Taça da Liga: 2024/25